# Charlie Rowe
Charles John Rowe (Islington, 23 aprile 1996) è un attore britannico.

## Biografia e carriera
Charlie Rowe è nato a Islington, Londra  Figlio di Sara, insegnante di recitazione, e Chris Rowe, attore e sceneggiatore. Ha una sorella più giovane, Matilda.  Ha debuttato al cinema nel 2007 nel ruolo di Billy Costa nel film La bussola d'oro e del principe nel film Lo schiaccianoci, al fianco di Elle Fanning. Anche se girato nel 2007, Lo schiaccianoci in 3D è stato distribuito solo nel 2010.
Successivamente ha recitato il ruolo di Tommy da giovane in Non lasciarmi e quello di Peter Pan nella miniserie Neverland - La vera storia di Peter Pan divisa in due episodi nel 2011. Nel 2013 è stato scelto per interpretare Ronnie, il protagonista, insieme a Henry Goodman in The Winslow Boy, spettacolo teatrale mostrato all'Old Vic. Ha anche interpretato il ruolo di "Leo" nella serie televisiva statunitense Red Band Society.
Nel 2015 viene selezionato come possibile interprete di Spider-Man per il film Captain America: Civil War, ma nel mese di giugno viene annunciato che il ruolo è stato vinto da Tom Holland. Per un periodo di tempo ha vissuto a Haringey dove ha studiato teatro, letteratura inglese, musica e fotografia a livello avanzato.  Attualmente vive nel quartiere Hackney con la sua ragazza.

## Filmografia

### Cinema
- La bussola d'oro (The Golden Compass), regia di Chris Weitz (2007)
- I Love Radio Rock (The Boat That Rocked), regia di Richard Curtis (2009)
- Non lasciarmi (Never Let Me Go), regia di Mark Romanek (2010)
- Lo schiaccianoci (The Nutcracker in 3D), regia di Andrej Končalovskij (2010)
- Disco - cortometraggio (2010)
- A spasso con i dinosauri (Walking with Dinosaurs 3D), regia di Neil Nightingale e Barry Cook (2013)
- Rocketman, regia di Dexter Fletcher (2019)
- Jay Kelly, regia di Noah Baumbach (2025)

### Televisione
- Jackanory – serie TV, 1 episodio (2006)
- Robin Hood – serie TV, episodio 3x10 (2009)
- Neverland - La vera storia di Peter Pan (Neverland) – miniserie TV (2011)
- Red Band Society – serie TV, 13 episodi (2014)
- Salvation – serie TV, 26 episodi (2017-2018)
- Vanity Fair - La fiera delle vanità (Vanity Fair) – miniserie TV, 7 puntate (2018)
- Slow Horses – serie TV, 5 episodi (2023)

## Doppiatori italiani
Nelle versioni in italiano delle opere in cui ha recitato, Charlie Rowe è stato doppiato da:
- Manuel Meli in Salvation, Vanity Fair - La fiera delle vanità, Rocketman
- Alex Polidori ne La bussola d'oro
- Federico Bebi ne Lo schiaccianoci in 3D
- Leonardo Caneva in Red Band Society